# 大野バスセンター

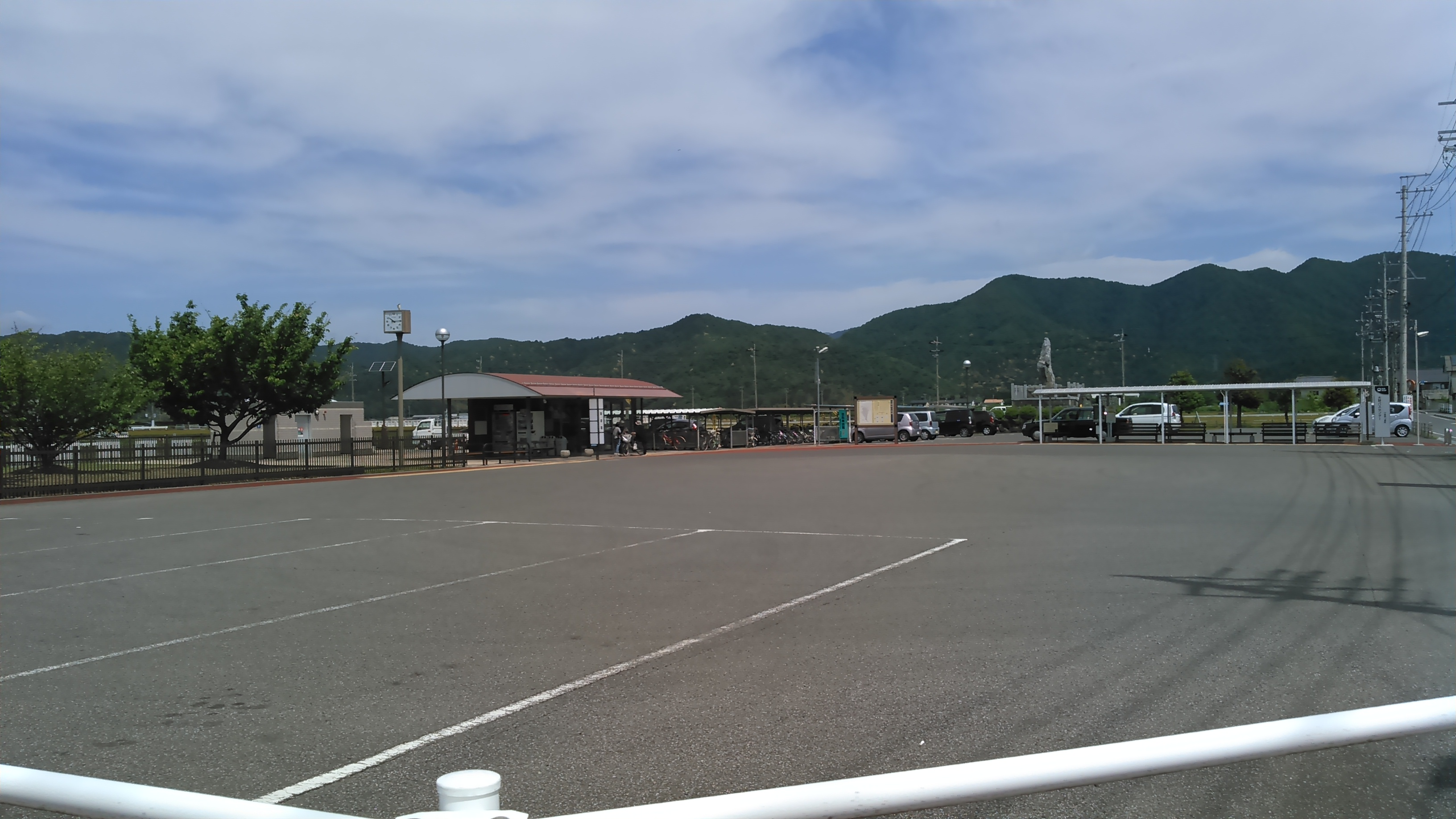
バスセンター全景（2017年（平成29年）5月）

大野バスセンター（おおのバスセンター）は、岐阜県揖斐郡大野町大字大野の大野町役場前にあるバス発着場である。
北緯35度28分13秒 東経136度37分36秒 / 北緯35.470333度 東経136.626755度

## 概要
大野町がバス利用者の利便を図るために設置した施設である。「大野町役場前」停留所を整備し、2005年（平成17年）4月1日開業。
バスセンター内には大野町観交ステーション、ふれあい広場が設置されている。また、観交ステーション内にはayucaチャージ機が設置されている。

## 歴史
- 2001年（平成13年）10月1日：名鉄揖斐線 黒野 - 本揖斐間・名鉄谷汲線 黒野 - 谷汲間の廃止代替バスの折返し場として、「大野町役場前」停留所が開業。
- 2005年（平成17年）3月31日：待合室を設置。この際「大野バスセンター」に改称。
- 2005年（平成17年）4月1日：名鉄揖斐線 忠節 - 黒野間及び名鉄岐阜市内線の廃止代替バス開業。
- 2015年（平成27年）1月3日：バスセンター内の観交ステーションでのチャージ機配置[2]。

## 使用バス会社・町委託タクシー
岐阜バス
かつては本揖斐駅から、後に大野役場から国道303号線を経由して新岐阜。途中から岐阜環状線の県道77号線、JR西岐阜駅を経由して岐阜流通センターへ運行していた。大野役場からの路線復活である。
- 大野忠節線
  - みどり公園・北方バスターミナル・下尻毛・忠節経由名鉄岐阜・JR岐阜行き
  - 2005年に廃止された、名鉄揖斐線・名鉄岐阜市内線の代替バスである。
- 真正大縄場線
  - アピタ北方前・北方バスターミナル・島大橋東・大縄場大橋西経由名鉄岐阜・JR岐阜行き
- モレラ忠節線
  - モレラ岐阜・北方バスターミナル・下尻毛・忠節経由JR岐阜・名鉄岐阜行き
  - 忠節から新快速となり、JR岐阜まで直行する。
- 大野穂積線
  - モレラ岐阜・北方バスターミナル経由穂積駅行き
  - 平日は快速便も運行されており、一部バス停を通過する。

名阪近鉄バス
- 大垣大野線
  - 道の駅パレットピアおおの・神戸町役場・大垣駅前経由総合庁舎行き
  - 2005年（平成17年）9月30日までは谷汲への路線（名鉄谷汲線廃止代替バス）があったが、廃止されている。

揖斐川町ふれあいバス
- 揖斐大野線
  - 本揖斐・揖斐川町役場経由揖斐駅行き
  - 2001年10月に廃止された名鉄揖斐線の黒野〜本揖斐間の代替バスとして、名阪近鉄バスが運行を始めた。その後、揖斐川町コミュニティバスとなり、引き続き名阪近鉄バスが運行していたが、2019年10月より運行会社が揖斐タクシーに変更となった。

大野デマンドタクシー
- 大野町運営、揖斐タクシー運用[3][注 1]。

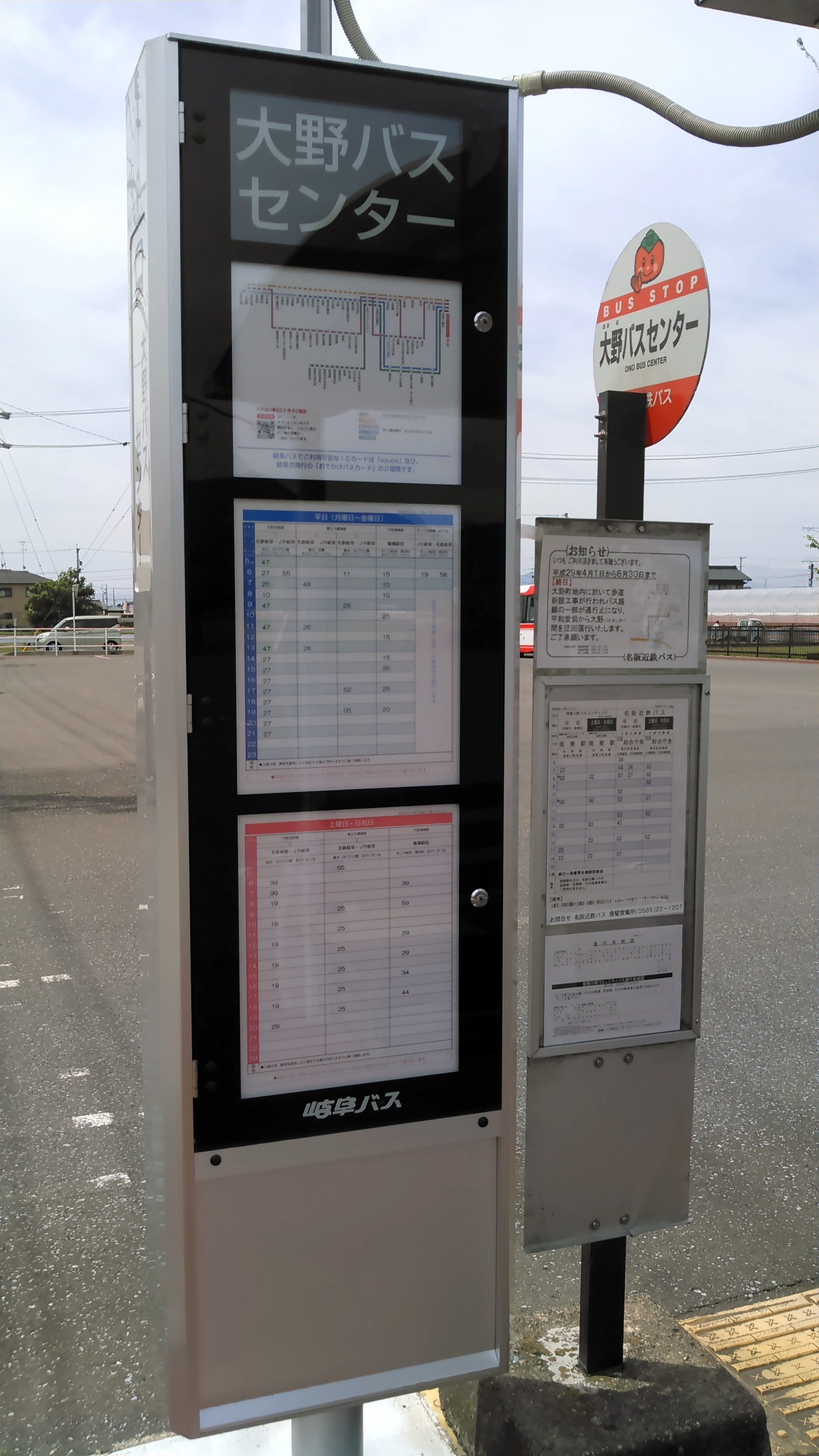
バス停表記（2017年（平成29年）5月）
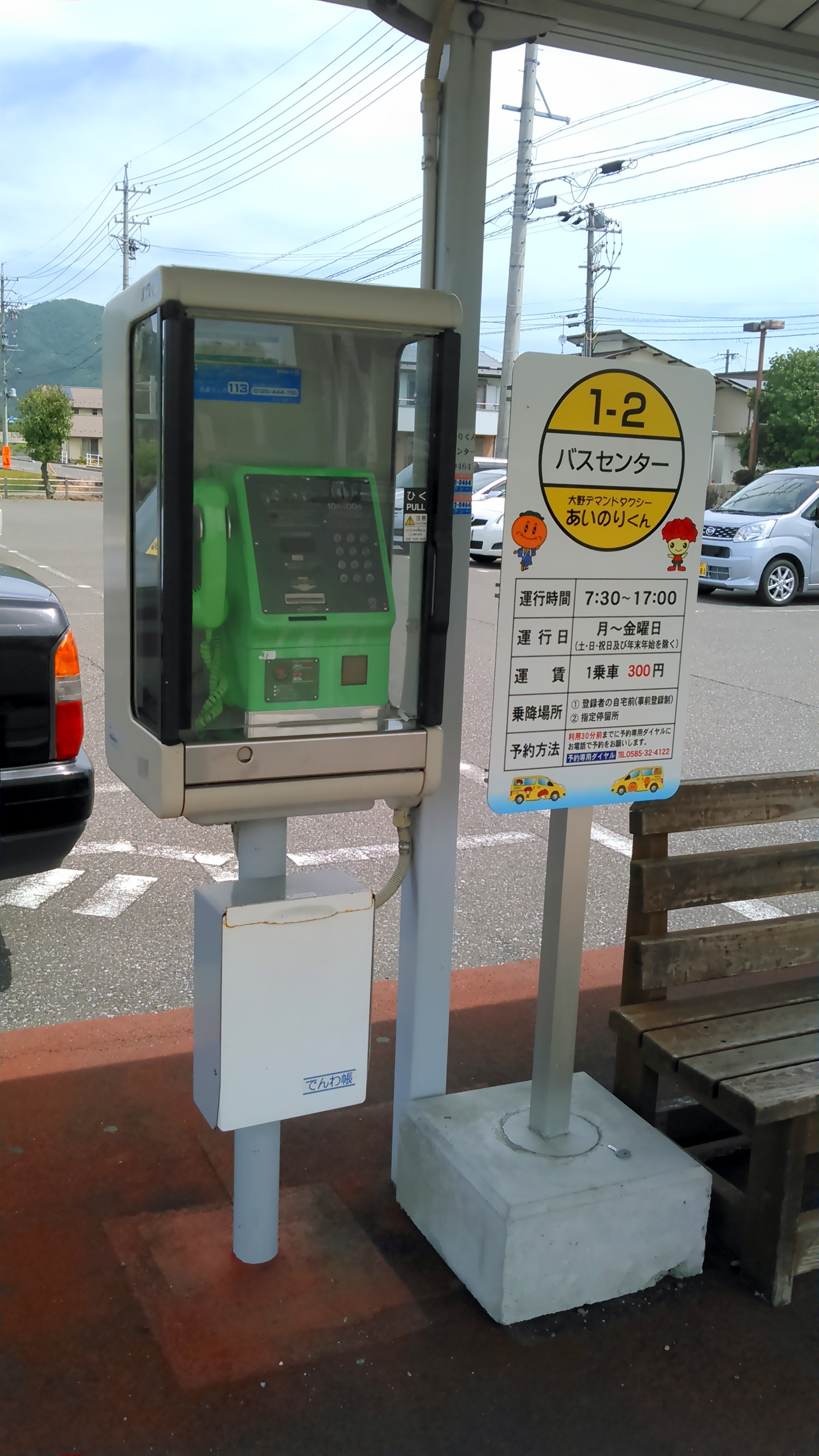
大野デマンドタクシー停留所 （2017年（平成29年）5月）

## その他・補助制度
以前は岐阜バスNavi（パソコン版）では大野バスセンターのことを大野BCと表記していた。また、岐阜バス大野穂積線の時刻表の行先欄には、現在でも大野バスセンターのことを大野BCと表記している。
岐阜バス対応のためにayucaの補助については町からの申請で助成が行われている。